# Moderatto
Moderatto fue una banda mexicana de rock, creada como proyecto alternativo conformado con músicos de otras bandas. Es frecuentemente asociada al glam rock, principalmente a su estética.

## Historia
Moderatto se formó en 1999 por iniciativa de Jay de la Cueva, Cha! e Iñaki Vázquez (exmiembros de la agrupación mexicana Fobia), así como por Randy Ebright (miembro de Molotov) y Marcello Lara (El Gerente).
En 1999 se estrenó su primer disco Resurrexión, teniendo la característica de hacer versiones de canciones pop de los 80. Posteriormente, el baterista Randy Ebright se retira de la agrupación para dedicarse completamente a Molotov. Para sustituirlo, ingresa Elohim Corona (baterista de las bandas Normo e Isis).
En 2004 se publicó el disco: Detector de Metal teniendo la misma temática del primer álbum. La banda fue telonera en algunos conciertos realizados por Kiss en México. A finales de 2005 lanzan su álbum navideño Nos vemos en el invierno.[cita requerida]
A principios de 2006 se estrenó su álbum Moderatto en Directo... ¡Ponte Loco! donde recopilan sus éxitos en DVD y CD en vivo directamente desde el Auditorio Nacional de la Ciudad de México. El 25 se septiembre de ese año, publican su cuarto álbum de estudio ¡Grrrr!.  A finales de 2008, Moderatto lanza su quinto disco, Queremos rock, incluyendo 8 canciones propias y dos temas versionados. La banda ese año, abre el concierto de Bon Jovi en el Foro Sol en México. En 2011, forma parte de la banda sonora de la película de Disney Cars 2. Ese mismo año, colabora con Alejandra Guzmán en su álbum 20 años de éxitos en vivo con Moderatto.[cita requerida]
El 1 de octubre de 2014, publican su séptimo álbum de estudio Malditos pecadores. Del mismo, se desprende el sencillo «La llamada de mi ex», tema originario de la Arrolladora Banda Limón. Con dicho tema, se ubican en el top 20 de la lista Monitor Latino de México.
Celebrando sus 15 años de trayectoria como banda, lanzan Moderatto XV, una recopilación de sus grandes éxitos y algunos clásicos del rock, del cual se desprende su sencillo «Volviendo japonés», el cual es una versión en castellano de «Turning japanese» de The Vapors.[cita requerida]
En 2018, lanzan su sencillo «Caballero» el cual cuenta con la colaboración de la cantante colombiana Karol G. En 2019, regresaron con su sencillo «El que busca encuentra».
En 2023 comenzó su gira de despedida "¡Adiós amigos!" a lo largo de varios estados de la república mexicana, continuando en el 2024 con gran recibimiento por parte de sus fans.

## Estilo musical e influencias
Moderatto se caracteriza por su estilo paródico de bandas de Glam metal de los años 80.  Tiene influencia de grupos como Kiss, Mötley Crüe, Twisted Sister y Poison, de los que incluso se consideran parodia.

## Discografía

### Álbumes

#### Álbumes de estudio
- 2001: Resurrexión
- 2004: Detector de metal
- 2005: Nos vemos en el invierno
- 2006: ¡Grrrr!
- 2008: Queremos rock
- 2012: Carisma
- 2014: Malditos pecadores
- 2022: Rockea bien duro

#### En directo
- 2006: En directo... ¡ponte loco!

#### En vivo
- 2007: Moderatto Army

#### Recopilatorios
- 2017: Moderatto XV

## Integrantes

### Actuales
- Mick P. Marcy (Marcello Lara): guitarra solista
- Roy Ochoa Avilés (Iñaki Vázquez): guitarra rítmica, coros, teclados
- Xavi Moderatto (Javier "El Chá!" Ramírez): bajo
- Elohím Corona: batería, percusión

### Miembros anteriores
- Jethro (Randy Ebright): batería (2001-2003)
- Jay de la Cueva: voz (1999-2024)